# 414
Năm 414 là một năm trong lịch Julius.